# Daniela Goggi
Daniela Goggi, nota anche con lo pseudonimo di Daniela Modigliani (Roma, 21 luglio 1953), è un'attrice, cantante, conduttrice televisiva e showgirl italiana.
Sorella minore di Loretta Goggi, ha incominciato a lavorare in televisione sin da bambina negli anni sessanta; ha raggiunto la grande notorietà soprattutto come showgirl televisiva fra gli anni settanta e ottanta, spesso in coppia con la sorella, per poi ridurre notevolmente la sua presenza in televisione per dedicarsi alla famiglia.

## Biografia
Nata a Roma da padre romano e madre originaria di Circello (in provincia di Benevento), terza di tre figlie, sin da bambina Daniela Goggi, come sua sorella maggiore Loretta, studia canto e musica, grandi passioni paterne; incomincia quindi a seguire le orme della celebre sorella Loretta che aveva già cominciato a lavorare in televisione.
A nove anni fu scelta da Mattia Lumini, esordendo come attrice nel 1965 nello sceneggiato televisivo David Copperfield. Lei stessa ha più volte raccontato di aver rifiutato precedentemente una parte come comparsa propostale dallo stesso regista, pretendendo già un ruolo da protagonista.
Negli anni successivi continua a recitare in vari sceneggiati televisivi, apparendo ne I promessi sposi (1967) nel ruolo della Monaca di Monza da ragazzina, in Vita di Michelangelo, in Marcovaldo (1970) di Nanni Loy e in E le stelle stanno a guardare (1971), in cui recitava anche la sorella Loretta. In questo periodo esordisce anche nel cinema: dopo una piccola parte nel film di Mino Guerrini Oh dolci baci e languide carezze del 1969, nel 1970 prende parte al film di Piero Schivazappa Incontro, con Massimo Ranieri.
All'inizio degli anni settanta tenta anche la carriera discografica. Nel 1970 firma il suo primo contratto, con il nome d'arte Daniela Modigliani, con la Apollo (casa discografica di proprietà di Edoardo Vianello) sotto l'egida di Renzo Arbore e di Franco Califano, pubblicando due singoli, uno dei quali, Ciao, ma poi ritorni si guadagnò il 3º posto alla Caravella dei successi di Bari.
Nel 1974 recita con Nada Malanima nell'operetta televisiva L'acqua cheta, per la Rete 1. Nella stagione 1974-1975 fa parte del cast della prima edizione teatrale di Aggiungi un posto a tavola, con Johnny Dorelli, Bice Valori e Paolo Panelli, nel ruolo di Clementina. Lo spettacolo registra in breve tempo il tutto esaurito e la Goggi guadagna la prima vera affermazione personale, vincendo il premio Maschera d'argento per il teatro. Nello stesso anno partecipa al brano, Cammino fra la pioggia, della sorella Loretta, incidendo la voce di fondo.
Sull'onda dell'apprezzamento avuto in teatro, nel 1976 la Rai decide di farla esordire come showgirl nello spettacolo di varietà Due ragazzi incorreggibili, con Franco Franchi e Ciccio Ingrassia, in cui interpreta il personaggio di Fata Fatuzza. La trasmissione ha un grande successo e la Goggi diventa un volto popolare della televisione italiana; incide anche il 45 giri con la sigla finale del programma, Oba-ba-luu-ba, che con 200 000 copie vendute ottiene il Disco di platino, e il suo primo album, Daniela Goggi canta Oba-ba-luu-ba e altre canzoni per bambini.
Nel 1977 le sorelle Goggi sanciscono il loro sodalizio professionale intraprendendo una fortunata tournée dal titolo Go & Go in giro per l'Italia; le due sorelle ballano, cantano e recitano, accompagnate da una orchestra dal vivo. La coppia incide anche un singolo, Domani, sigla iniziale dello show, che ottiene un buon successo. Il lato B, Il professore, scritto da Gianfranco Caliendo e Totò Savio, è interpretato dalla sola Daniela. Nello stesso anno, in radio, Daniela è ospite della seconda edizione del varietà Più di così..., condotto da Enrico Montesano dove canta diversi brani insieme con la sorella.
Nel 1978 Antonello Falqui dirige entrambe le sorelle Goggi, assieme a Pippo Franco, nel varietà serale in cinque puntate Il ribaltone, sulla Rete 1: il programma riscuote molto gradimento e viene premiato con la Rosa d'argento al Festival della Rosa d'oro di Montreux. Incide, sempre in coppia con Loretta, la sigla finale dello spettacolo Voglia. Nonostante il grande successo, Il ribaltone resterà l'ultimo varietà serale condotto dalla Goggi; negli anni successivi la Rai affiderà alla showgirl romana soprattutto la conduzione di programmi pomeridiani, tranne qualche sporadica apparizione in prima serata come ospite.
Successivamente la coppia Goggi riprende la tournée dell'anno precedente, col titolo Supergoggi, anche nel resto d'Europa; con il nome di Hermanas Goggi, le due sorelle pubblicano in Spagna l'album Estoy bailando cantado en español (mai uscito in Italia) e l'omonimo singolo, versione spagnola del brano Sto ballando già inciso precedentemente dalla sola Daniela (anche se a volte le due sorelle si esibiranno insieme anche nella versione in italiano), che finisce in cima alla hit parade iberica e in quelle di molti altri Paesi di lingua spagnola.
All'apice della sua popolarità, nel 1979 la showgirl romana viene scelta anche come testimonial della celebre gomma da masticare Big Babol della Perfetti, in TV (con un famoso jingle pubblicitario) e sulle riviste, fino al 1982.
Nel gennaio 1980 partecipa come ospite, insieme con Loretta, a una puntata dello show Giochiamo al varieté per la regia di Antonello Falqui.
Gli anni ottanta la vedono prevalentemente in veste di conduttrice di programmi per bambini e ragazzi: nel 1981 è alla guida di Crazy Bus su Rai 2, affiancata da Carlo Delle Piane e Massimo Boldi, di cui canta la sigla Ci vuole un carnevale; nel 1983 è fra i conduttori della trasmissione musicale L'Orecchiocchio su Rai 3.
Sempre nel 1983 partecipa al Festival di Sanremo, prodotta da Pupo, con il brano Dammi tanto amore, che passa però inosservato.
Nel 1986 conduce con Maurizio Nichetti e Orsetta Gregoretti Pista!, contenitore pomeridiano per ragazzi; nello stesso anno pubblica un LP per la Disney, prodotto da Bruno Lauzi, dal titolo La famiglia di Topolino.
Nel 1987 è ospite fissa al varietà Canzonissime presentato dalla sorella Loretta, interpretando il personaggio di Discolina, all'interno di uno spazio dedicato ai bambini cantanti e alla musica dei più piccoli. La canzone Discolina, scritta da Carla Vistarini e Totò Savio, venne inserita nell'album Le canzonissime, raccolta di cover di sigle famose della TV e dei cartoni animati.
Nella stagione 1987/88, insieme con Pippo Franco e la partecipazione di Piero Chiambretti conduce Big!, contenitore televisivo per ragazzi del pomeriggio di Rai Uno, programma candidato al Telegatto. È questa la sua ultima esperienza televisiva come conduttrice, nel 1987 infatti si sposa e, dopo la nascita della figlia e la fine della trasmissione, decide di prendersi una lunga pausa professionale, pur continuando nel corso degli anni a comparire come ospite, prevalentemente nei programmi della sorella Loretta.
Nel 2005 compare in un piccolo ruolo nella fiction per Canale 5 Ho sposato un calciatore.
Nel 2019 insieme con la sorella Loretta recita in Sogni, un cortometraggio di Angelo Longoni che affronta il tema della malattia di Alzheimer.

### Vita privata
Nel 1987 si è sposata con il conte Pierfrancesco Vannutelli da cui ha avuto la figlia Costanza.

## Discografia

### Album
- 1977 - Daniela Goggi canta Oba-ba-luu-ba e altre canzoni per bambini (CGD, CGD 81989)
- 1978 - Il Ribaltone (CGD, 20082; con Loretta Goggi)
- 1979 - Estoy bailando cantado en español (Hispavox, S 50 265; con Loretta Goggi, accreditate come Hermanas Goggi)
- 1986 - La famiglia di Topolino (Disneyland Records/CGD, DDL 5017)
- 1987 - Le canzonissime (CGD, DDL 5088, album di cover di sigle TV e cartoni animati)
- 2014 - Hermanas Goggi Remixed (Don't Worry Records, DW103/2014; con Loretta Goggi)

### Raccolte
- 1981 - Daniela Goggi (Record Bazaar, RB 308, LP)
- 1986 - Pista (CGD – LSM 1096)
- 2009 - I grandi successi (Warner Rhino, 2xCD)

### Partecipazioni
- 1975 - Aggiungi un posto a tavola (LP, MC, CD)
- 1977 - Hit Parade N.14 (Derby, Stereo8, MC)
- 1977 - Hit Parade N.16 (CGD, Stereo8, MC)
- 1978 - Primadonna (Record Bazaar, LP, MC)
- 1979 - Hitparade Italiano (CBS, LP)
- 1982 - Super 20 Italo-Hits '82 (Ariola, LP)
- 1996 - Il magico mondo di Walt Disney (Walt Disney Records – WDR 481481 2, CD)
- 2004 - Discoitalia Compilation 2 (Do It Yourself Entertainment, 2xCD)

### Singoli
- 1970 - Se malgrado te/Addio addio (Apollo, ZA-50040, 7"), come Daniela Modigliani
- 1970 - La vita non finisce stasera/C'è lui (Apollo, ZA-50085, 7"), come Daniela Modigliani
- 1971 - Torniamo insieme/Io te e l'amore (CGD, 138, 7")
- 1975 - Aggiungi un posto a tavola (CGD, 3313, 7”) con Johnny Dorelli/ Ora che c’è lei (Johnny Dorelli)
- 1976 - Oba-ba-luu-ba/Ma che mi fai (CGD, 4807, 7")
- 1977 - Domani/Il professore (CGD, 5408, 7"), con Loretta Goggi
- 1979 - Voglia/Sto ballando (CGD, 10110, 7"), con Loretta Goggi
- 1979 - Estoy bailando/Una locura (Hispavox, 45-1849, 7"), con Loretta Goggi
- 1980 - Mezza stella/Una piazza per due (CGD, 10272, 7")
- 1980 - Ci vuole un carnevale/Mezza stella (CGD, 10295, 7")
- 1983 - Dammi tanto amore/Insieme a te (DDD, DDD-A-3150, 7")
- 1984 - È un nuovo giorno/Senza te (DDD, DDD-A-4382, 7")
- 1986 - La famiglia di Topolino/Ninna nanna (Disneyland, DD 57, 7")

## Filmografia

### Attrice

#### Cinema
- Oh dolci baci e languide carezze, regia di Mino Guerrini (1969)
- Io non scappo... fuggo, regia di Franco Prosperi (1970)
- Incontro, regia di Piero Schivazappa (1970)
- Sogni, regia di Angelo Longoni - cortometraggio (2019)

#### Televisione
- Questa sera parla Mark Twain, sceneggiato (Programma Nazionale, 1965)
- David Copperfield, sceneggiato (Programma Nazionale, 1965)
- La felicità domestica, film TV (1966)
- I promessi sposi, sceneggiato (Programma Nazionale, 1967)
- Il triangolo rosso, sceneggiato (Secondo Programma, 1967)
- Vita di Michelangelo, sceneggiato (Programma Nazionale, 1967)
- Arriva Brunello, regia di Alvise Sapori - film TV (1968)
- Marcovaldo, sceneggiato (Secondo Programma, 1970)
- E le stelle stanno a guardare, sceneggiato (Programma Nazionale, 1971)
- È stata una bellissima partita, episodio Il campione in tasca - miniserie TV (1972)
- L'acqua cheta (1974)
- Ho sposato un calciatore, fiction (Canale 5, 2005)

### Doppiatrice
- Julie Herrod in Gli occhi della notte (1967)
- Zeynep Değirmencioğlu in La meravigliosa favola di Cenerentola (1971)

## Teatro
- Aggiungi un posto a tavola (1974-1975)
- Go & Go, tour italiano ed europeo con Loretta Goggi (1977-1978)
- Supergoggi, tour italiano ed europeo con Loretta Goggi (1979-1980)

## Programmi televisivi
- Io vieto, tu vieti, egli vieta (Programma Nazionale, 1971) (come Daniela Modigliani)
- Stasera sì (Secondo Programma, 1971) (con Loretta Goggi)
- Passano gli anni: mezzo secolo di canzoni di Vittorio Mascheroni (Programma Nazionale, 1975)
- Due ragazzi incorreggibili (Rete 1, 1976)
- Il ribaltone (Rete 1, 1978)
- Crazy Bus (Rete 2, 1981)
- L'Orecchiocchio (Rai 3, 1983-1984)
- Festival di Sanremo (Rai 1, 1983, come cantante in gara)
- Pista! (Rai 1, 1986-1987)
- Canzonissime (Rai 1, 1987)
- Big! (Rai 1, 1987-1988)

## Pubblicità
- 1979-1985 – Big Babol